# 森山和輝
森山 和輝（もりやま かずき、1月8日 - ）は、日本の男性声優。千葉県出身。マウスプロモーション所属。

## 経歴
2011年、マウスプロモーション附属俳優養成所入所。2013年、マウスプロモーション所属。

## 人物
趣味・特技は水泳、剣道、ピアノ。

## 出演

### テレビアニメ
- 犬とハサミは使いよう（2013年、黒服）
- 最強銀河 究極ゼロ 〜バトルスピリッツ〜（2013年、カードバトラーA、モブボンバーB、警官、客）
- ブレイドアンドソウル（2014年、憲兵C）
- アイカツ!（2015年、審査員）
- ランス・アンド・マスクス（2015年、男子学生たち）
- ジョーカー・ゲーム（2016年、風機関員）
- トミカハイパーレスキュー ドライブヘッド 機動救急警察（2017年、警官）
- ソードガイ 装刀凱（2018年、大川）
- アイドリッシュセブン Third BEAT!（2022年、スタッフB）

### OVA
- コープスパーティー#コープスパーティー Tortured Souls -暴虐された魂の呪叫-（2013年）

### ゲーム
- シェルノサージュ〜失われた星へ捧ぐ詩〜（2012年）
- スクール・ウォーズ（2012年）
- フォトカノ kiss（2013年）
- 激突!ブレイク学園（2014年、綺崎秀人）
- メタルリーパー（2015年、男性ボイス）

### 吹き替え

#### 映画
- 華麗なるギャツビー（ビーチ男）
- ビート -心を解き放て-

#### アニメ
- ケロリンピック カエル王国危機一髪!

### ナレーション
- エクゾスカル零
- 源氏物語〜追憶〜

### 舞台
- 流れる雲よ（桜井功喜）